# Frontière entre la France et les Tonga
La frontière entre la France et les Tonga est intégralement maritime et est située dans l'océan Pacifique. Elle délimite les zones maritimes entre les îles des Tonga et celles de Wallis-et-Futuna, possédées par la France. Elle est fixée par une convention le 11 janvier 1980. 

## Historique
Les Tonga sont un État archipélagique constitué de 169 îles. Les premières frontières du royaume des Tonga sont établies le 24 août 1887 et consistent en une zone rectangulaire s'étendant du 15° sud au 23°30' sud et au 173° ouest jusqu'au 177° ouest. À cette époque, le protectorat de Wallis-et-Futuna n'est pas encore établi et la France ne possède pas de frontière avec les Tonga. Toutefois, un traité d'amitié franco-tongien est signé en 1855 par le capitaine Bellet (mais dénoncé par Tonga en 1886).
En 1961, Wallis-et-Futuna devient un territoire d'outre-mer français. Le 3 février 1978, la France publie un décret établissant les zones économiques exclusives de ses possessions du Pacifique (Nouvelle-Calédonie, Polynésie Française et Wallis-et-Futuna) à 200 milles nautiques. En 1970, le royaume des Tonga prend son indépendance du Royaume-Uni. Des échanges diplomatiques pour l'établissement de la frontière ont lieu à la fin de l'année 1979 entre la France et les Tonga. 
|  |

La frontière entre la France et les Tonga est fixée le 11 janvier 1980 par une convention signée à Nuku'alofa par Olivier Stirn, secrétaire d’État aux affaires étrangères de la France et le prince héritier Tupouto'a (futur George Tupou V), ministre des affaires étrangères de Tonga. Cette convention s'accompagne d'un traité d'amitié et de coopération entre les deux pays.
La convention est approuvée par décret au journal officiel de la République française le 16 avril 1980. Le texte prévoit que la frontière passe à équidistance du territoire français (ici Wallis-et-Futuna, plus précisément Futuna) et du territoire tongien, à savoir l'île de Niuafoʻou, la plus au nord de l'archipel des Tonga. La méthode de l'équidistance est proposée par les Tonga et acceptée par la France. L'accord ne prévoit pas de procédure de résolution de conflits. Au moment de la rédaction de l'accord, aucun document cartographique n'est disponible et l'article 3 indique que des mesures cartographiques et géodésiques doivent être réalisées à l'avenir, et si besoin des corrections réalisées. En 2021, ces mesures n'ont toujours pas été établies.